# Justizvollzugsanstalt Freiburg
Die Justizvollzugsanstalt Freiburg ist eine Justizvollzugsanstalt des Landes Baden-Württemberg. Sie befindet sich in Freiburg im Breisgau im Stadtteil Neuburg.

## Geschichte und Gebäude
Die Hauptanstalt wurde unter der Bauleitung von Jakob Friedrich Alois Hemberger 1878 fertiggestellt, das danebengelegene Gebäude der Abteilung Tennenbacher Straße 1914. Im Deutschen Reich bis 1945 war es allgemein als „Freiburger Stadtgefängnis“ bekannt. Das Hauptgebäude wird heute im Volksmund „Café Fünfeck“ genannt. Dies liegt an seinem Grundriss, der aus fünf Flügeln besteht, die alle an einem zentralen Punkt zusammentreffen (Panopticon-Prinzip, Pennsylvanischer Stil).

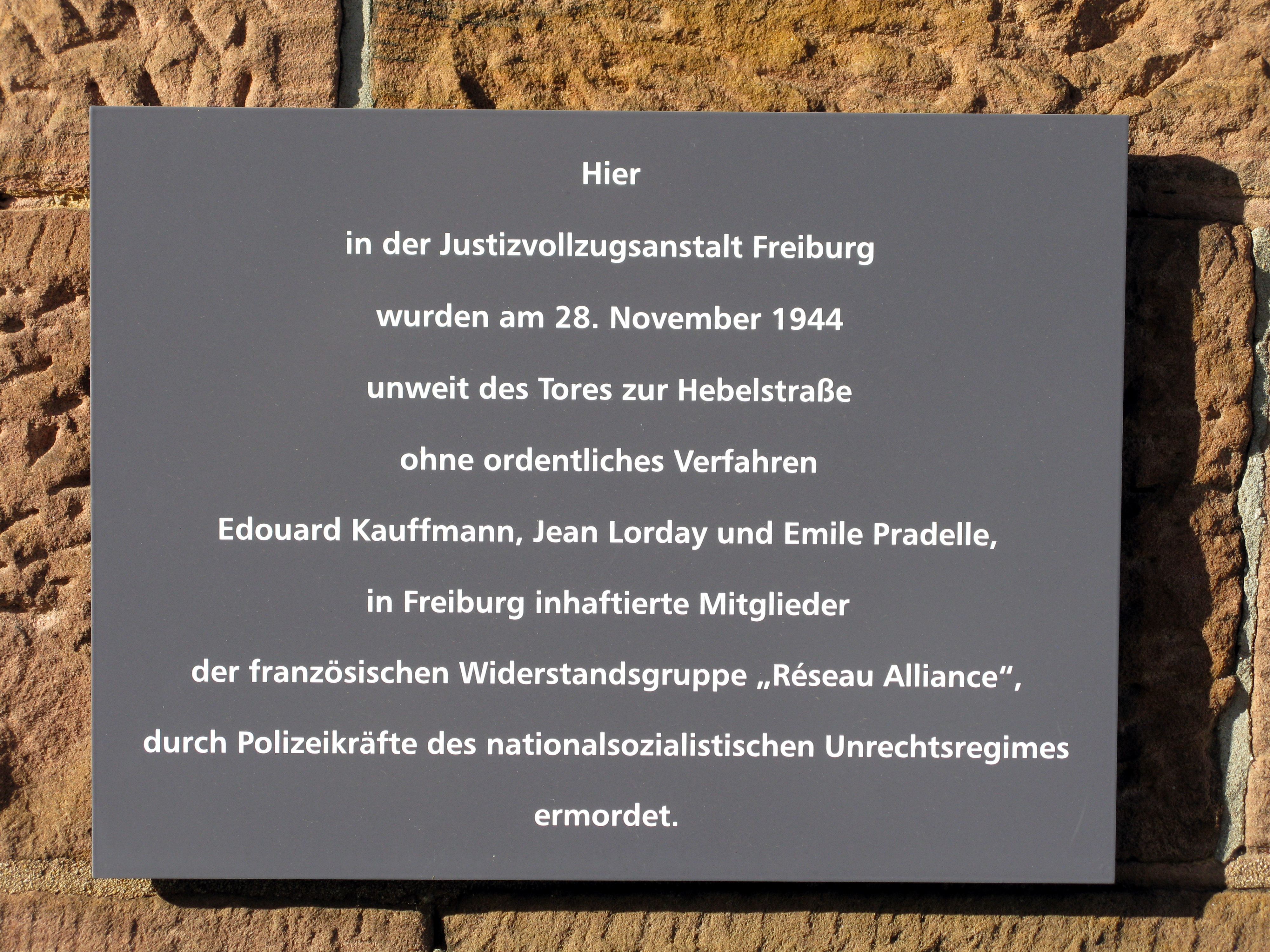
Gedenktafel

Im Jahre 1940 wurde ein Teil des Gefängnisses von der Wehrmacht als Militärgefängnis übernommen. Es diente auch als Durchgangsgefängnis für politische Gefangene aus Frankreich, die in Deutschland ihre Strafen verbüßen mussten. Am 27. November 1944 wurde das Freiburger Gefängnis bei alliierten Luftangriffen schwer beschädigt. Drei Personen wurden dabei getötet; über 100 Gefangenen beider Geschlechter, sowohl des zivilen wie auch militärischen Teils, gelang die Flucht. Etliche wurden jedoch wieder gefasst. Sonstige Gefangene und Personal wurden nach Wildflecken evakuiert. Am folgenden Tag wurden die Mitglieder der französischen Widerstandsgruppe Réseau Alliance, Edouard Kauffmann, Jean Lorday und Emile Pradelle, aus dem Gefängnis verschleppt und von Beamten der Gestapo ohne ordentliches Verfahren hingerichtet. In Anwesenheit der Geschichtswerkstatt der Lessing-Realschule Freiburg und der französischen Erinnerungsgruppe „Souvenir Français“ aus Straßburg wurde am 28. November 2016 von Bürgermeister Ulrich von Kirchbach eine Gedenktafel an der Gefängnismauer enthüllt.

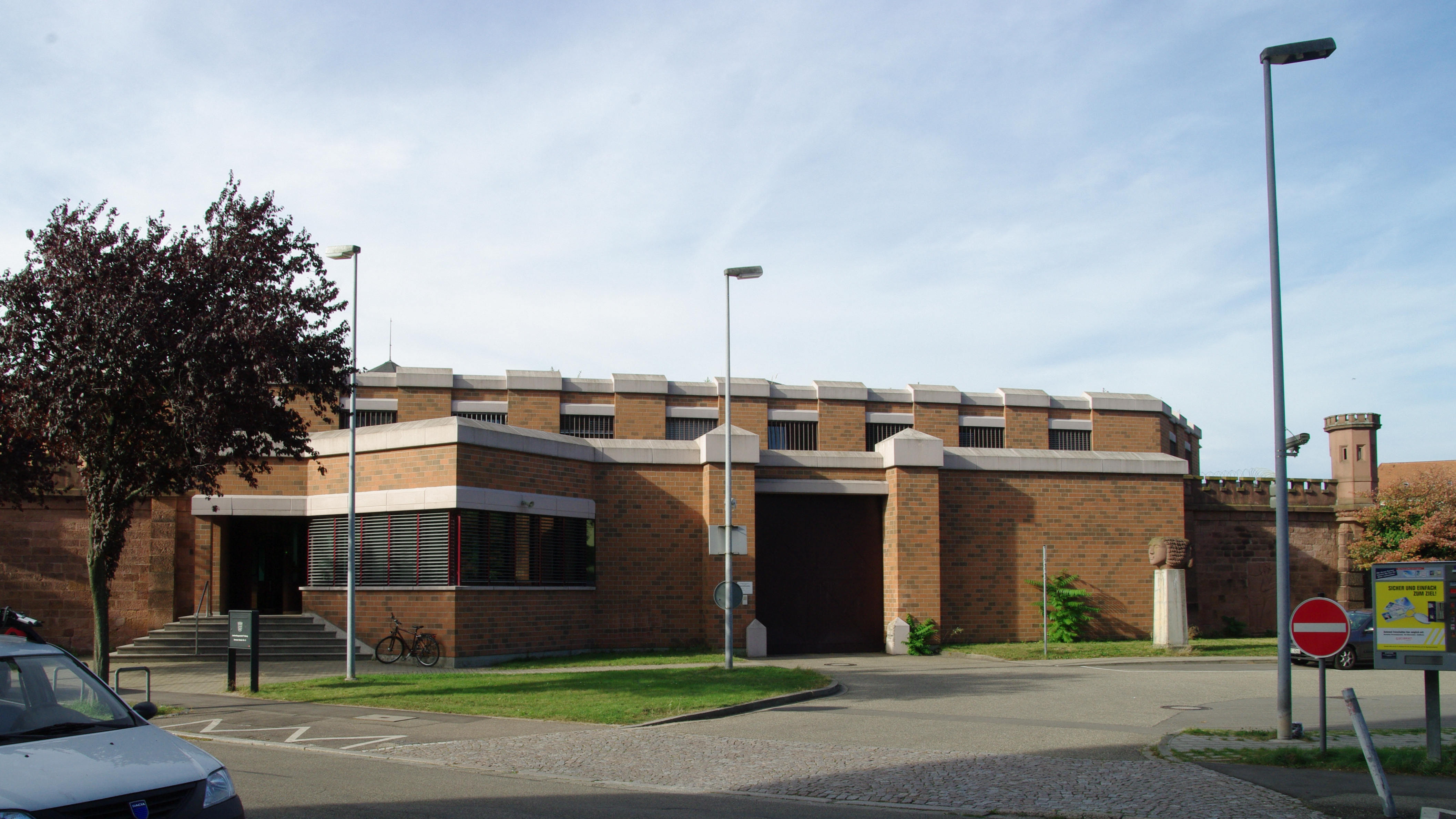
Torwachgebäude von 1983

1972 sowie 1977–78 wurden Werkstattgebäude errichtet. 1983 folgte die Eröffnung des Torwachgebäudes mit Verwaltungstrakt. 1988–89 wurde ein weiterer Werkstattbau an der Tennenbacher Straße gebaut, und 1991 nahm die Sporthalle ihren Betrieb auf. 1999 bis 2001 wurden weitere 138 Haftplätze für Untersuchungsgefangene in einem Neubau an der Tennenbacher Straße fertiggestellt. Von 1997 bis 2003 folgte eine grundlegende Sanierung und Modernisierung der Zellenflügel und des Zentralbaus. 2004 wurde ein ehemaliges Wohngebäude für Bedienstete als Freigängerhaus mit 33 Plätzen eröffnet.
Im Frühjahr 2017 kündigte Justizminister Guido Wolf an, dass die JVA einen Ergänzungsneubau bekommen soll, der Ende des Jahres 2026 fertiggestellt sein soll.
Die JVA befindet sich nahe der Haltestelle Tennenbacher Straße der Straßenbahnlinie 3. Südlich des Gebäudes befindet sich die Station Herrmann-Herder-Straße des Fahrradverleihsystems Frelo.

## Zuständigkeit
In Freiburg sind ausschließlich Männer untergebracht. Hier sind insbesondere Verurteilte inhaftiert, die eine längere Strafe (mehr als 1 Jahr und 3 Monate) zu verbüßen haben. Diese stammen in der Regel aus den Landgerichtsbezirken Freiburg, Baden-Baden, Offenburg, Konstanz und Waldshut-Tiengen. Daneben finden sich in Freiburg Untersuchungshäftlinge v. a. aus den Amtsgerichtsbezirken Breisach, Emmendingen, Ettenheim, Freiburg, Kenzingen, Müllheim, Staufen, Titisee-Neustadt und Waldkirch. Aus denselben Amtsgerichtsbezirken stammen in der Regel jene Insassen, die nicht wegen einer Straftat inhaftiert sind, sondern aus zivilrechtlichen Gründen (zum Beispiel Beugehaft).
Die JVA Freiburg ist für ganz Baden-Württemberg die zentrale Anstalt für die Sicherungsverwahrung männlicher Täter.

## Außenstellen
Das ehemalige Gerichtsgefängnis in Emmendingen fungiert seit 1983 als Außenstelle. Hier sind diejenigen Häftlinge untergebracht, die sich im offenen Vollzug befinden. In Lörrach beim Amtsgericht Lörrach sowie in Denzlingen befinden sich weitere Außenstellen. Bis 2004 gab es eine Außenstelle beim Amtsgericht Freiburg.

## Betreuung
Psychologen und Sozialarbeiter stehen zu Betreuungs- und Behandlungszwecken zur Verfügung. Es finden Einzel- und Gruppenveranstaltungen statt. Auch externe Ansprechpartner kümmern sich um die Gefangenen, etwa zur Suchtberatung, zur Entlassungsvorbereitung, für die allgemeine Seelsorge, für die Schuldnerberatung oder für die Beratung HIV-infizierter Insassen.

## Freizeit
In ihrer Freizeit können die Inhaftierten verschiedenen Aktivitäten nachgehen. So können sie sich in Theatergruppen, musikalisch oder für die Gefangenenzeitung engagieren. Auch religiöse Angebote bestehen. Zudem können sie sich sportlich betätigen oder sich Sprach- oder Computerkenntnisse aneignen.

## Arbeit und Fortbildung
Für die Inhaftierten stehen ca. 450 Arbeits- und Ausbildungsplätze zur Verfügung. Neben den Betrieben der Anstalt bietet das Bildungszentrum 100 Ausbildungsplätze. Typische Ausbildungsberufe sind solche der Holz-, Textil- und Metallverarbeitung, aber auch aus dem Bereich Gebäudereinigung oder Gastronomie.
In der JVA können neben dem Hauptschulabschluss auch der Werkrealschulabschluss und das Abitur erworben werden. Ebenso bietet das Bildungszentrum Sprachkurse auf unterschiedlichen Niveaustufen mit international anerkannten Zertifizierungen an. Das Bildungszentrum ist zugleich Außenstelle des Fernstudienzentrums Karlsruhe. Zudem studieren einige Gefangene, im Jahr 2010 waren es 18, an der Fernuniversität Hagen. 40 Freigänger arbeiten bei externen Betrieben in der Umgebung. Das VAW Baden-Württemberg hat in der JVA eine Niederlassung.

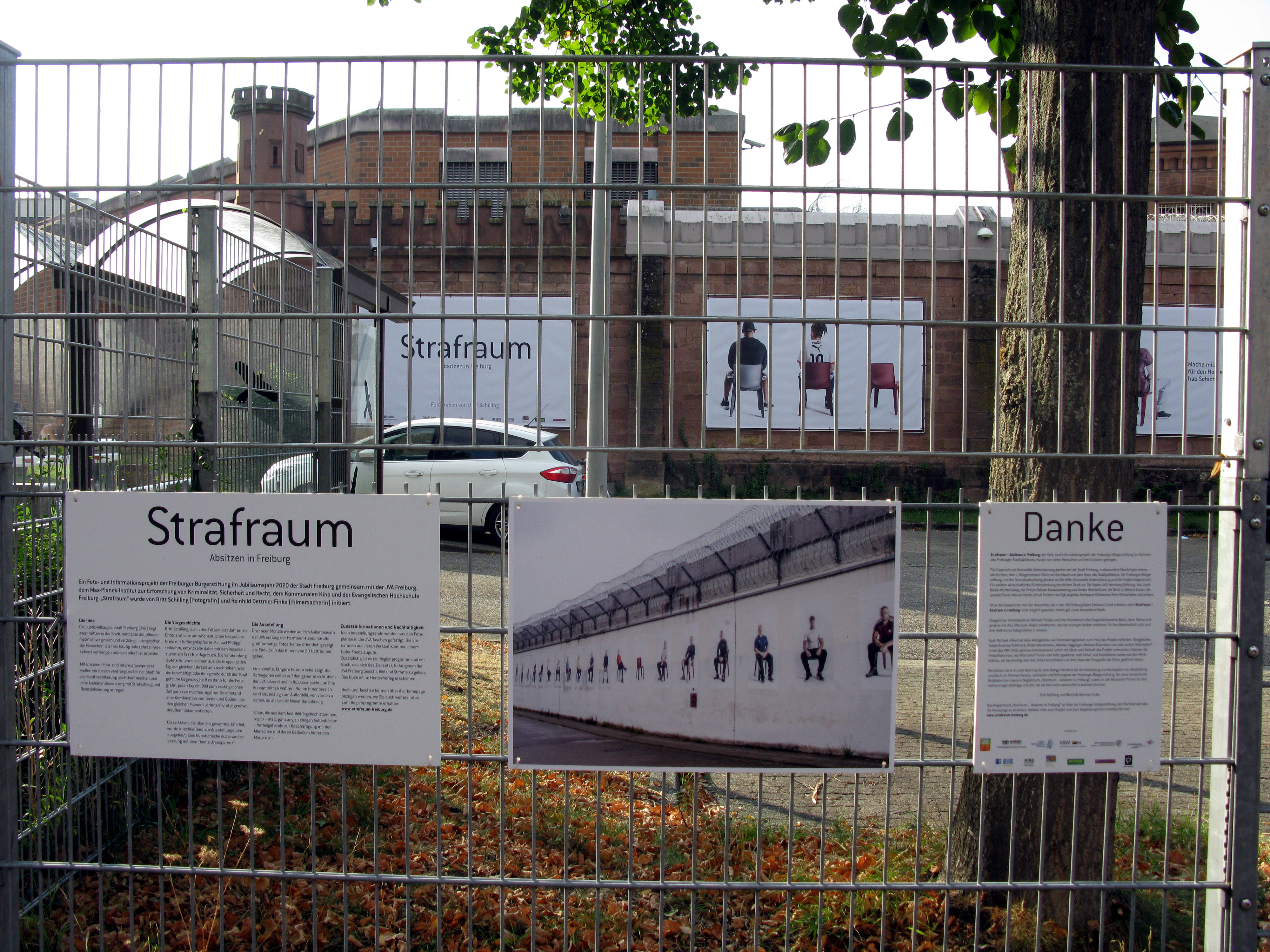
Strafraum – Absitzen in Freiburg

## Kunst
Anlässlich des 900-jährigen Stadtjubiläums gab es ein Kunstprojekt der Fotografin Britt Schilling und der Dokumentarfilmerin Reinhild Dettmer-Finke mit dem Titel Strafraum – Absitzen in Freiburg. Ab 2020 waren 15 Monate lang an den Mauern des Gefängnisses großformatige Fotos von sitzenden Insassen mit einem Zitat des Abgebildeten zu sehen. Außen waren sie nur von hinten zu sehen, auf der Innenseite der Mauern von vorne. Entlang der Hermann-Herder-Straße zeigten die Fotos verschiedene individuell eingerichtete Zellen. Begleitend war ein Buch erschienen, das dank zahlreicher Textbeiträge weit mehr als ein Ausstellungskatalog ist. In der Schneiderei der JVA wurden später die textilen Plakate zu Taschen verarbeitet und zum Kauf angeboten.